# Viktor Jdanov
Pour les articles homonymes, voir Jdanov.
Viktor Mikhailovitch Jdanov (en ukrainien : Віктор Михайлович Жданов, en russe : Виктор Михайлович Ждaнов), né le 14 février 1914 et mort le 14 juillet 1987, est un scientifique soviétique ukrainien, virologiste et épidémiologiste. Il joua un rôle majeur dans l'effort mondial d'éradication de la variole.

## Biographie
Jdanov est né dans le village de Chtepino, dans l'Empire russe (aujourd'hui Oblast de Donetsk, Ukraine). Après avoir été diplômé de l'université nationale de médecine de Kharkiv en 1936, Jdanov passe la décennie suivante à travailler en tant que docteur dans l'armée, où il se prend d'intérêt pour l'épidémiologie ; son travail va directement mener à sa thèse de doctorat sur l'hépatite A. En 1946, Jdanov est invité à devenir le chef du département d'épidémiologie du I. I. Mechnikoff Institute of Epidemiology and Microbiology à Kharkiv, devenant directeur deux ans plus tard. Son travail sur la classification des virus l'a mené à être admis au Comité international de taxonomie des virus en tant que membre à vie. En plus de ses réalisations dans le domaine de la santé publique, Jdanov a siégé dans l'organisme notamment chargé du programme soviétique d'armes biologiques (en).

## Éradication de la variole
En 1958, Jdanov, en tant que député ministre de la santé pour l'Union soviétique, appelle l'Assemblée mondiale de la santé à entreprendre une initiative globale pour éradiquer la variole. La proposition (Résolution WHA11.54) est acceptée en 1959. Jdanov quitte le ministère de la Santé en 1961 pour se concentrer sur la recherche scientifique pour le reste de sa carrière. Il étudie la grippe, l'hépatite, et dans les années 1980, le VIH-1. Pour ses efforts dans l'éradication de la variole, Jdanov est le co-lauréat du Future of Life Award 2020 avec William (Bill) Foege. « Nous sommes tous redevables envers Bill Foege et Viktor Jdanov pour leurs contributions critiques dans l'éradication de la variole, ce qui a démontré l'immense valeur de la science et de la collaboration internationale dans le combat contre les maladies », dit António Guterres, Secrétaire Général des Nations unies. William MacAskill a écrit « La variole était l'une des pires maladies à être jamais subie par l’espèce humaine, et son éradication est l'un des plus grands accomplissements de l'humanité. Bill Foege et Viktor Jdanov devraient être célébrés pour leurs contributions, et devraient nous inspirer aujourd'hui pour entreprendre des actions concrètes afin de résoudre les problèmes mondiaux les plus pressants ».
Malgré l'anonymat relatif de Jdanov, quelques-uns (Mac Askill inclus) ont affirmé que Jdanov a fait « plus de bien pour l'humanité » qu'aucun autre humain dans l'histoire,. En considération des réalisations de Jdanov et Foege, Bill Gates a ajouté que Jdanov et Foege « sont des exemples phénoménaux de ce qu'exploiter la science pour la santé globale signifie ».